# Hollenthon
Hollenthon é uma banda de heavy metal austríaca, formada em 1994 por Martin Schirenc também líder da banda Punget Stench e Mike Gröger com apóio dos membros do sindicato do black metal austríaco, a banda tem em seu currículo três álbuns de estúdio e dois EPs.

## História
O inicio de Hollenthon se deu em 1994, onde Martin Schirenc e Mike Gröger juntaram suas forças a pedido dos membros da A.B.M.S. (Austrian black metal syndicate) e formaram o projeto que até então era nomeado como Vuzem
Após favoráveis comentários e pedidos múltiplos, Martin decidiu então liberar um full-length de músicas gravadas do Vuzem em 1995, outros compromissos, no entanto adiaram a realização do trabalho até o final de 1998... Ainda inacabado o material foi levado até a gravadora Napal records para que eles pudessem tomar conhecimento, pouco tempo depois Vuzem foi aceito, liberando a estréia aclamada do álbum Domus Mundi já com o nome de Hollenthon.
Em junho de 2001, Hollenthon trouxe With Vilest Of Worms To Dwell que ao contrario do seu antecessor, orgulha-se de uma excelente banda sonora, tal como produção, bem como uma feroz e ímpia atmosfera criada por uma perfeita simbiose de pesadas guitarras, interlúdios sinfônicos, coros emocionantes e melodias encantadoras.
O álbum foi promovido com uma turnê européia. Nos anos seguintes Martin estava concentrado em sua outra banda (Pungente Stench) embora a escrita de um novo material nunca tivesse sido interrompido. Em 2007 Hollenthon estava destinado a continuar com o pé na estrada, querendo ser uma verdadeira banda. Martin e Mike decidiram então recrutar Gregor Marboe, e a segunda guitarra ficou por conta de Martin Arzberger. Em 2008 agora como uma verdadeira banda, Hollenthon lançou a verdadeira "obra prima" de sua carreira intitulada originalmente como Opus Magnum; O álbum conta com a bônus track The Bazaar cover da banda oitentista The tea Party.
E a alegria dos fãs não pára; A banda lançou no outono de 2009 um EP intitulado Tyrants and Wraiths com edição limitada na sua turnê européia promovida junto com as bandas God Dethroned e Endstille, as músicas do novo álbum não são tão memoráveis como “Y Draig Goch”, mas da para notar um pequeno passo adiante do que vimos no Opus Magnum. A produção é tão arrojada e estrondosa do que já havíamos visto antes, as músicas são simples Death metal bem trabalhados com a ligeira graça sinfônica e dos corais.
Para os fãs está é apenas uma amostra do que se pode esperar para o próximo álbum.
O EP conta com quatro faixas sonoras e dois vídeos ao vivo da banda desde 2008 no Graspop Metal Meeting gravado na Bélgica
A banda foi indicada ao Amadeus Austrian Music Award de 2009, um importante evento musical austríaco para premiações de artistas do cenário pop realizado em Viena 

### Influências
Esteticamente falando a banda conta com influencias de músicas clássicas, temas de filmes, músicas de igrejas e folclóricas com vocais típicos em bandas de heavy metal Gruído ou gutural como é conhecida a técnica vocal, coros gregorianos e vocais femininos.
Nas letras compostas por Elena é perceptível influencias ou referencias nas obras de Serguei Prokofiev como Romeu e Julieta, é notável também os clássicos de William Shakespeare como o próprio Martin declarou uma adaptação de um dos verso de um soneto de Shakespeare na sua entrevista dada à revista Roadie Crew em 2002 

### Mixagem
Todos os álbuns dá banda foram gravados no estúdio Vato Loco Studios, e mixados pelo próprio Martin

## Membros
- Martin Schirenc - guitarra, voz, baixo, teclado
- Mike Gröger - bateria
- Gregor Marboe - baixo, voz
- Martin Arzberger - guitarra
- Elena Schirenc - voz, letras

## Discografia

### Álbuns
- Opus Magnum (2008, Napalm Records)
- With Vilest Of Worms To Dwell (2001, Napalm Records)
- Domus Mundi (1999, Napalm Records)

### EP
- Tyrant and Wraiths - (2009)

### Demo
- Demo (Vuzem) - (1995)